# Norwegia na Letnich Igrzyskach Olimpijskich 1936
Norwegia wzięła udział w Letnich Igrzyskach Olimpijskich 1936 w Berlinie. Reprezentowało ją 70 zawodników: 68 mężczyzn i 2 kobiety. Wzięli oni udział w 43 konkurencjach w 12 dyscyplinach sportowych. Zdobyli sześć medali: jeden złoty, trzy srebrne i dwa brązowe.

## Medaliści
| Medal   | Dyscyplina  | Konkurencja                                                   | Atleci |
| ------- | ----------- | ------------------------------------------------------------- | --- |
| Złoty   | Strzelectwo | Mężczyźni, strzelanie karabinem z 50 metrów do małych otworów | Willy Røgeberg |
| Srebrny | Żeglarstwo  | Klasa "6 m"                                                   | Magnus Konow Karsten Konow Frederik Meyer Vaadjuv Nyquist Alf Tveten |
| Srebrny | Żeglarstwo  | Klasa "8 m"                                                   | John Ditlev-Simonsen Olaf Ditlev-Simonsen Hans Struksnæs Lauritz Schmidt Nordahl Wallem Jacob Tullin Thams |
| Srebrny | Boks        | Mężczyźni do 72,6 kg                                          | Henry Tiller |
| Brązowy | Boks        | Mężczyźni, więcej niż 79,4 kg                                 | Erling Nilsen |
| Brązowy | Piłka nożna | Mężczyźni                                                     | Henry Johansen, Øivind Holmsen, Nils Eriksen, Frithjof Ulleberg, Jørgen Juve, Rolf Holmberg, Magdalon Monsen, Reidar Kvammen, Alf Martinsen, Odd Frantzen, Arne Brustad, Sverre Hansen, Fredrik Horn, Magnar Isaksen |